# Ljiljanocvjetna magnolija
Ljiljanocvjetna magnolija (lat. Magnolia liliiflora) je listopadna manje drvo ili grm iz porodice Magnoliaceae.
Raste u središnjoj i zapadnoj Kini. Kod nas se koristi u hortikulturi. U Kini i Japanu se smatra za ljekovitu biljku.

## Opis
Listopadni grm ili malo drvo, visine do 4 m. Listovi naizmjenični, dužine do 20 cm. Cvjetovi zvonoliki, purpurno crvene boje.

## Vanjske poveznice
- Plants For A Future